# Райони Руанди
З 1 січня 2006 року Руанда розділена на п'ять провінцій (intara), розділених на тридцять районів (akarere), які, в свою чергу, поділяються на сектори.

## Північна провінція
1. Бурера
2. Гакенке
3. Гісумбі
4. Мусанзе
5. Руліндо

## Західна провінція
1. Каронгі
2. Нгорореро
3. Ньябігу
4. Нямашеке
5. Рубаву
6. Русізі
7. Рутсіро

## Південна провінція
1. Гісагара
2. Гує
3. Камоньї
4. Муганга
5. Ньямагабе
6. Ньянза
7. Ньяругуру
8. Руганго

## Східна провінція
1. Бугесера
2. Гатсібо
3. Каенца
4. Кирене
5. Нгома
6. Ніагатаре
7. Рватагана

## Провінція Кігалі
1. Гасабо
2. Кісукіро
3. Ньяругенге